# Loving You Is Sweeter Than Ever
Loving You Is Sweeter Than Ever è un singolo estratto nel 1966 dall'album On Top del gruppo musicale statunitense Four Tops. Il brano fu composto da Stevie Wonder e Ivy Hunter.

## Successo commerciale
Il singolo raggiunse la 12ª posizione nella classifica rhythm and blues di Billboard e la 45ª nella classifica generale di Billboard.

## Formazione
- Voce principale: Levi Stubbs
- Cori: Abdul "Duke" Fakir, Renaldo "Obie" Benson e Lawrence Payton
- Strumenti: The Funk Brothers
- Percussioni: Stevie Wonder

## Versione di Kiki Dee ed Elton John
Una cover del brano è stata inserita nell'album Perfect Timing (1981) di Kiki Dee, che lo ha eseguito con Elton John.
Il brano si caratterizza come un pezzo di stampo pop, con cori che permeano la parte finale della melodia.
Questa versione del brano venne pubblicata come singolo nel Regno Unito sempre nel 1981, ma non replicò il grande successo della nota Don't Go Breaking My Heart (frutto di una precedente collaborazione del 1976 tra Elton e Kiki), non raggiungendo posizioni di rilievo in classifica.
Ciò nonostante, il brano è stato pubblicato su CD nel 2008 nella versione rimasterizzata di Perfect Timing, in due versioni: quella dell'album (della durata di 5:06) e single mix (della durata di 5:13).

## Versione di Nick Kamen
Loving You Is Sweeter Than Ever è un singolo del cantautore e musicista britannico Nick Kamen pubblicato nel 1987, estratto dall'album d'esordio Nick Kamen.
Il singolo ottiene il primo posto nella classifica in Italia.

## Altre versioni
- Il gruppo musicale inglese The Tremeloes ne fece una cover e la eseguì dal vivo negli anni '60.
- Il gruppo musicale canadese-statunitense The Band ne pubblicò una propria versione nel 1989 nell'antologia To Kingdom Come: The Definitive Collection.

- Phil Collins pubblicò la sua versione nel 2010, inclusa nel suo album Going Back.